# Präfekturuniversität für Pflegewissenschaft Gifu

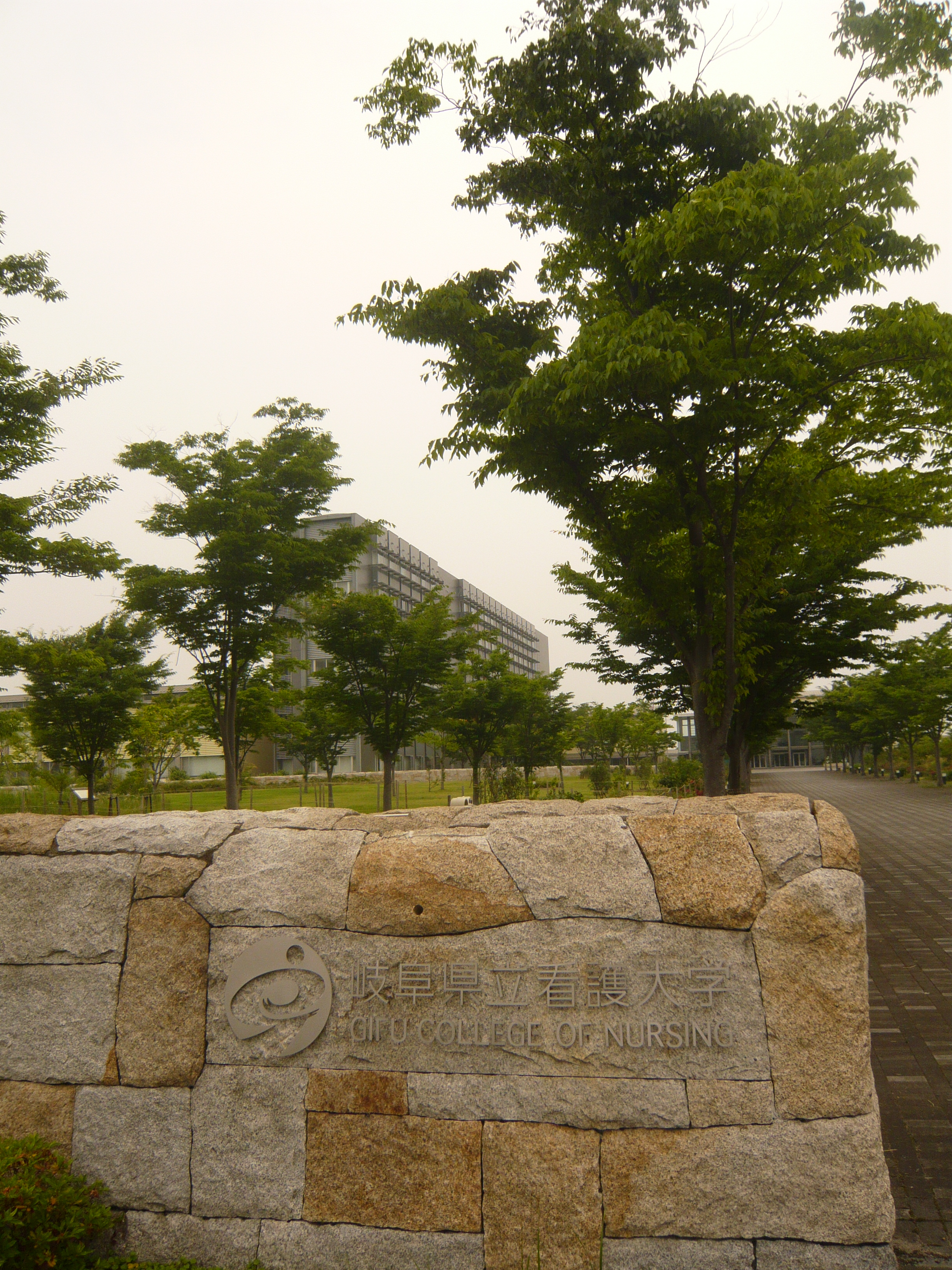
Haupteingang (2008)

Die Präfekturuniversität für Pflegewissenschaft Gifu (japanisch 岐阜県立看護大学 Gifu-kenritsu kango daigaku; engl. Gifu College of Nursing) ist eine öffentliche Universität in Hashima in der Präfektur Gifu (Japan).
Die Universität wurde 2000 gegründet. 2004 richtete sie die Graduiertenschule (Masterstudiengang) ein, 2006 dann den Doktorkurs.

## Fakultäten
- Fakultät für Pflegewissenschaft